# 郭汝霖 (中華民國將領)
郭汝霖（1921年1月18日—2009年9月11日），中國安徽省太和縣人，中華民國國軍將領。中央軍校第16期畢業，空軍軍官學校14期畢業，曾任聯隊長、空軍軍官學校校長、空軍總部參謀長、警備總部副總司令、空軍總司令、總統府參軍長。2009年逝世。